# Proyector mono-LCD

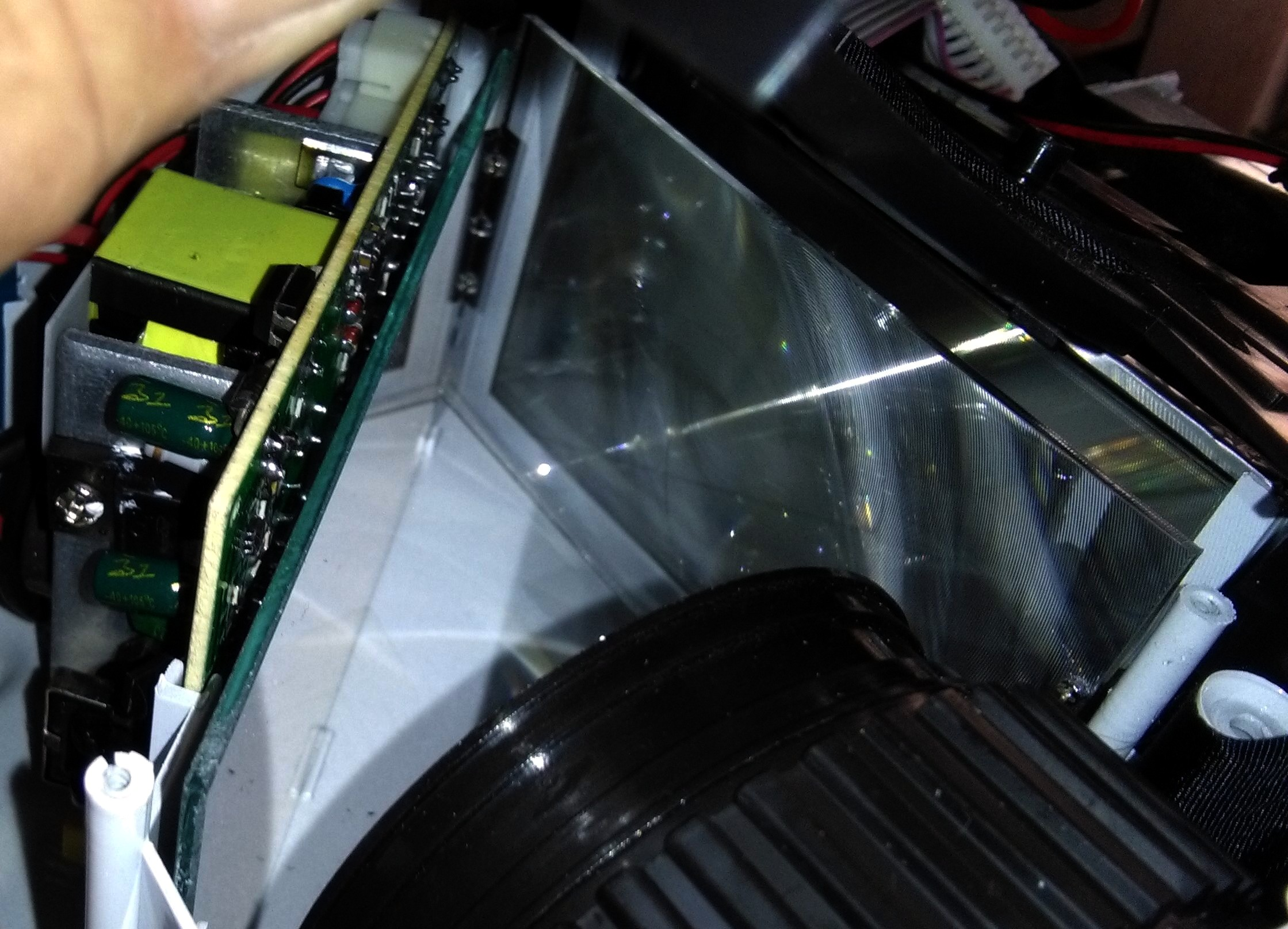
Interior de un projector mono-LCD de 4,5" + lentes de Fresnel, espejo en 45° i una lente de triplete

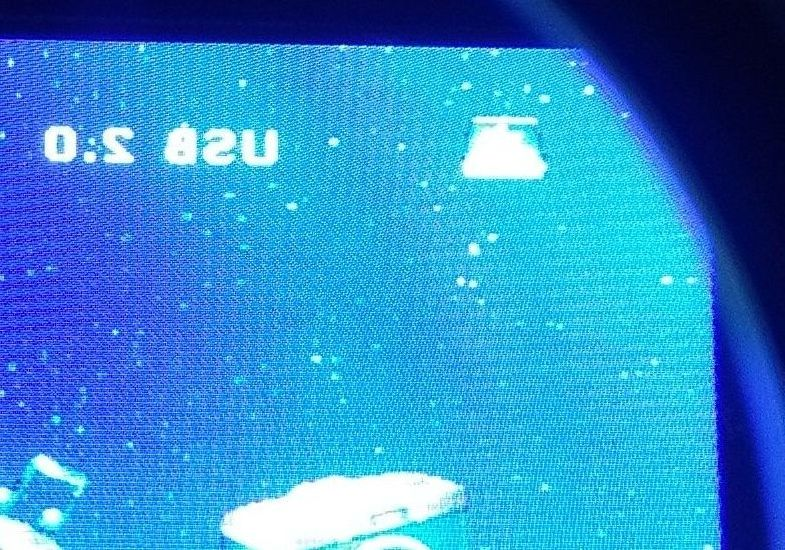
Panel LCD de un proyector mono-LCD con líneas horitzontales

Un proyector mono-LCD o proyector de un LCD es un tipo de proyector para la visualización de vídeo, imágenes o datos informáticos sobre una pantalla u otra superficie plana, que utiliza como elemento generador de imagen un único panel LCD con un paso de las tríadas RGB suficientemente pequeño para que no sean perceptibles dentro de un cierto rango de tamaño de la pantalla proyectada .

## Antecedentes

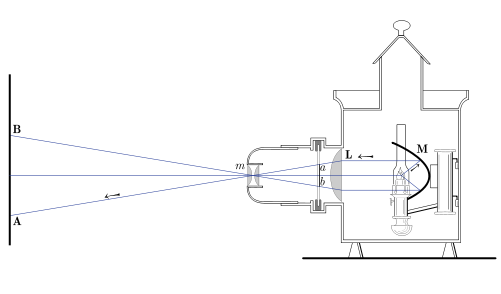
Esquema de Linterna mágica

Los primeros se hicieron utilizando proyectores de diapositivas, es decir cómo si fuera una linterna mágica, poniendo un panel LCD en lugar de la diapositiva, o también utilizando la reflexión en lugar de la refracción (como un episcopio).
Se iluminaban con bombillas normales o bien halógenas, pero no fueron efectivos hasta que no se pudo utilizar la tecnología de iluminación de los LED de potencia, ya que el calor de la lámpara calentaba el panel LCD distorsionando la imagen.

### Panel de proyección
El antecedente más directo del proyector mono-LCD fue el panel de proyección, un dispositivo que, aunque hoy es obsoleto, fue utilizado como un proyector de pantalla de PC, para hacer presentaciones y conferencias, durante la segunda mitad de la década de 1980. El panel de proyección tenía un panel LCD translúcido, con un ventilador para refrigerarlo y funcionaba con un retroproyector de transparencias para proyectar la imagen generada. El panel se colocaba sobre la base del retroproyector, y actuaba como un trozo de transparencia.

## Funcionamiento

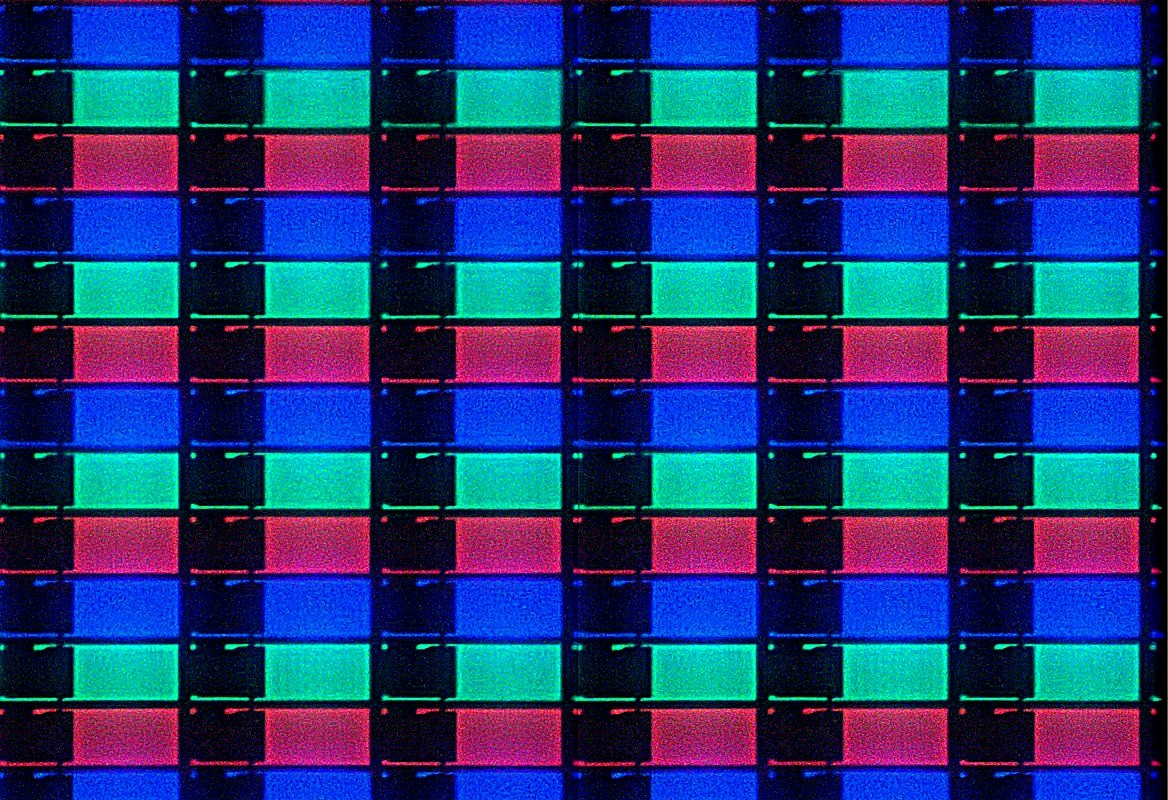
Simulación de las líneas horizontales de un panel LCD de un proyector mono-LCD.

Se hace pasar la luz a través de un panel LCD, los píxeles individuales pueden tener diferentes estados: cada píxel de un panel LCD puede ser oscurecido hasta quedar totalmente opaco (negro absoluto), decolorado hasta ser totalmente transparente (permitiendo pasar la totalidad de la luz para generar un blanco total) o bien sombreado en diferentes grados de translucidez (por los diferentes tonos de gris). Este tercer caso es similar a como los dígitos de un reloj digital aparecen de un negro fuerte cuando la pila es nueva, pero empiezan a difuminarse gradualmente a medida que la batería se debilita. De este modo, el nivel de brillantez de cada píxel para cada color primario se puede controlar de manera muy precisa hasta darle el color y nivel de brillantez específicos que son necesarios para poder formar la imagen proyectada.
Normalmente se utiliza una lámpara LED dado que estas lámparas generan menos calor (aunque hay que poner un radiador de aire forzado o un radiador de agua). Estas lámparas LED también tienen la capacidad de producir una luz de gran intensidad dentro de un área pequeña y con potencias de hasta 200W, con una temperatura de color (>6700 K) ideal para los proyectores de vídeo. Actualmente se fabrican proyectores de un LCD, con un rango que va desde los mini-proyectores de 80 lumen hasta los de 3.500 lumen ANSI (American National Standards Institute).

## Proyector LED DIY

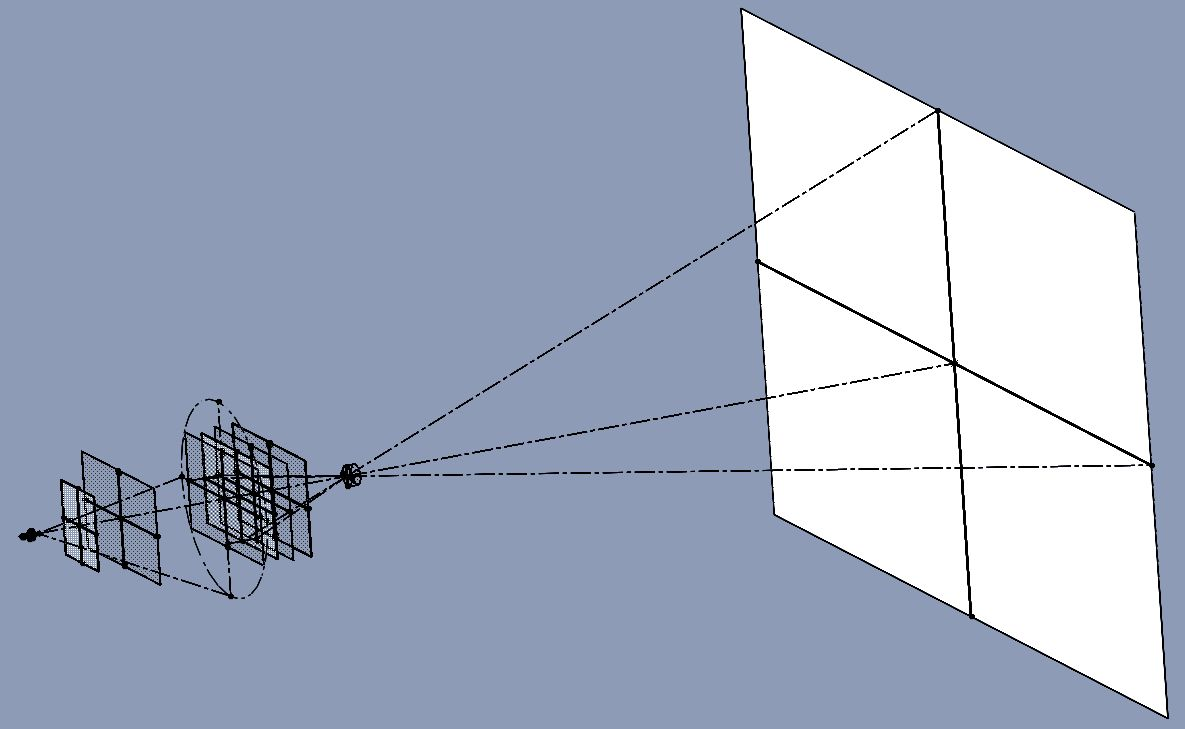
Diseño OpenDisplay bajo llicència GNU

Se habían hecho prototipos como mínimo desde el 18-8-2001 con lámparas de haluro metálico o de Xenón, mejorando el diseño el 4-6-2002 y el 5-12-2002 pero había refrigerarlos muy bien, de otro modo surgían distorsiones de imagen al calentarse el panel LCD, que se resolvieron con creces cuando estuvo disponible la tecnología de iluminación LED.
El inconveniente era que el calor de la lámpara de haluro calentaba el panel LCD, y si no se refrigeraba bien, la imagen se degradaba haciendo remolinos de color al cabo de un tiempo. Más tarde se hicieron prototipos del tipo de divisor de haz, donde la luz de la lámpara halógena se reflejaba en ángulo recto hacia el panel LCD, con un turbo-ventilador enfriando el conjunto, con un resultado suficientemente bueno.

### Open display - GNU Licence[14]
Finalmente se llegó a un estándar para visualizar imágenes con proyectores LED mono-LCD, en éstos se envía la luz de una lámpara LED de potencia, filtrada por un condensador, sobre un panel de cristal líquido que está en medio de una especie de sándwich entre dos lentes de Fresnel, luego se refleja sobre un espejo para acortar el tamaño de la caja y finalmente se proyecta por medio de un objetivo de triplete.

### Otros proyectos
- 16-5-2013 - Caja de madera con el diseño básico para todos los tipos de proyector LCD: "unsplit, split y unsplit folded" (Sin dividir, dividido y plegado sin dividir).[19]
- 23-8-2014 - Caja metacrilato pintada.. Construcción casera 2: Proyector FHD con LED de 200W.[20]
- 3-7-2015 - Caja metálica: Proyector de construcción casera con LED LCD V 2.0[21]

## Proyectores LED

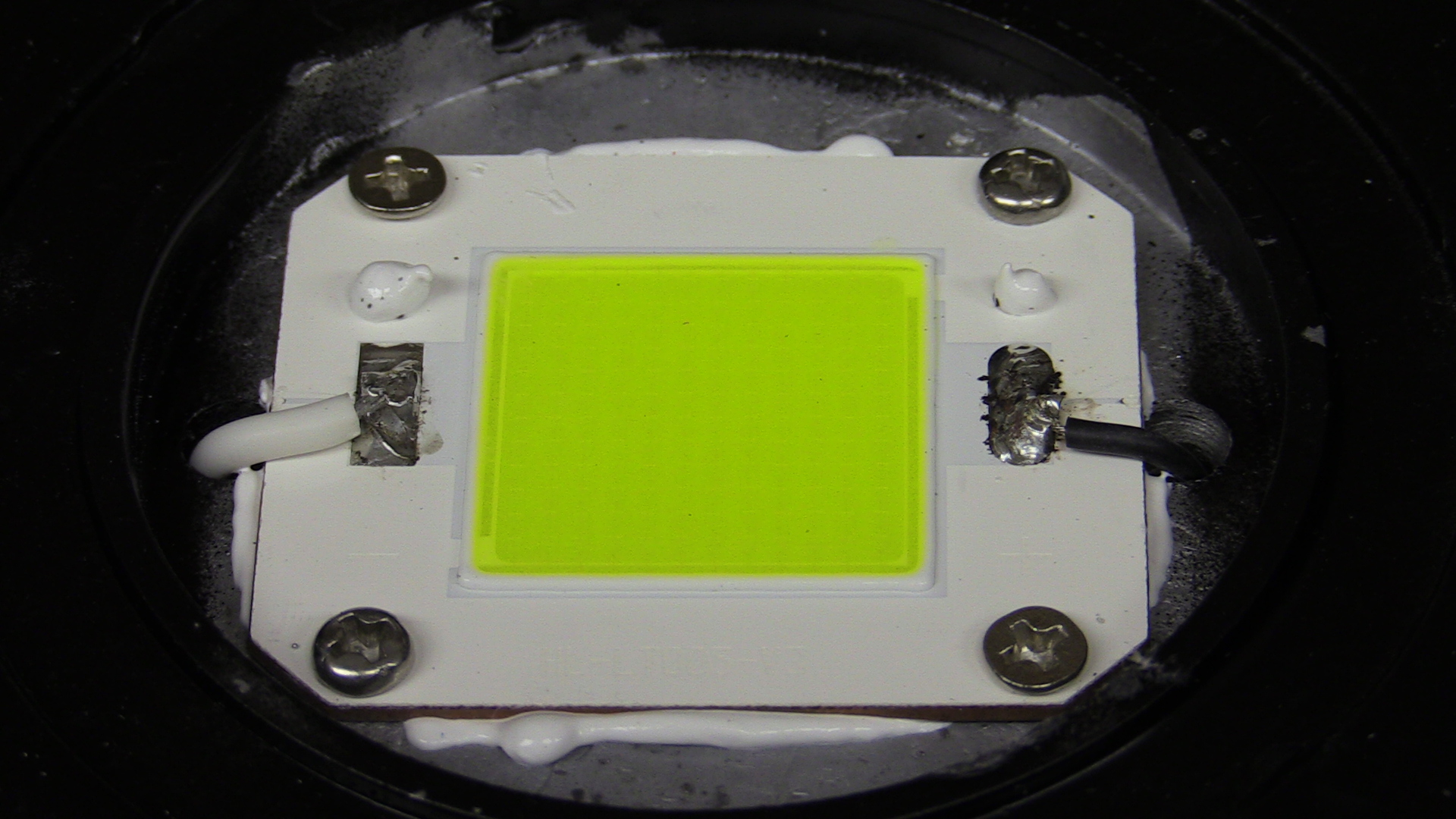
Lámpara LED de 200W empleada en un proyector LED

Hay proyectores LED de todas las tecnologías, ya que, aparte de los proyectores mono-LCD que han de ser LED a la fuerza por los inconvenientes del calentamiento del panel LCD, para potencias hasta 3500 lumen los proyectores actuales de las tres tecnologías clásicas (3LCD, DLP, LCoS) han pasado a utilizar también la "iluminación de estado sólido" (tecnología LED).
Hay un tipo de proyector, el microproyector, que por razón de sus medidas está obligado a utilizar la tecnología de iluminación LED. También tiene que emplear esta técnica LED el picoproyector que hace uso de un cristal líquido sobre silicio o LCOS, similar al panel LCD, pero más pequeño y que funciona por reflexión en lugar de refracción (como un episcopio).

## Factor de proyección
El Factor de proyección (Throw) de un proyector. Se utiliza al instalar proyectores para poder calcular el tamaño de la pantalla proyectada. Por ejemplo, si la relación de proyección es de 3:1 y el proyector está a seis metros de distancia de la pantalla, entonces el ancho de la pantalla será de dos metros.